# フレキシティ・クラシック
フレキシティ・クラシック（Flexity Classic）は、ドイツに本社を置く鉄道車両メーカーのボンバルディア・トランスポーテーションが手掛けた路面電車車両。車内の大部分がバリアフリーに対応した低床構造になっている部分超低床電車で、2024年現在はボンバルディア・トランスポーテーションを吸収したアルストムによってシタディス・クラシック（Citadis Classic）と言うブランド名での展開が行われている。

## 概要
1990年代以降各地の鉄道車両メーカーを買収する形でヨーロッパの鉄道市場に参入したボンバルディアは、買収元の各メーカーが展開、もしくは設計していた超低床電車ブランドを引き継ぎ、ヨーロッパ各地の路面電車事業者へ導入していた。その中で1997年、ドイツ・カッセルで路面電車を運営するカッセル交通株式会社（KVG）・カッセル地域鉄道有限会社（RBK）からの受注に際し、1998年に買収したドイツ・ワゴンバウ（DWA）が設計していた超低床電車であるLF 2000を基にした8NGTW形を製造する事となった。これが後にフレキシティ・クラシック、2024年現在のシタディス・クラシックというブランド名となった車両の第一号である。
従来の超低床電車は車軸がない左右独立式台車を始めとした高度な技術が用いられた事から価格が高騰し、それに起因する不具合が多数報告される事態も起きていた。それに対し、フレキシティ・クラシックは回転軸や車軸を用いた動力台車など従来の路面電車車両に使われていた技術を導入することで安価での購入が可能となった他、走行時の信頼性や線路の摩耗減少などの効果も得られている。また付随台車についても車軸を用いた小径ボギー台車が使われている。一方で動力台車が設置された箇所は床上高さが高くなっているため、フレキシティ・クラシックは車内に高床構造の箇所やステップが存在する部分超低床電車となっている。
車体外板はステンレス鋼、車体枠は普通鋼で製造されており、顧客からの要望に応じて繊維強化プラスチック（FRP）を用いることも可能である。設計にはモジュール構造が採用されており、編成や車体の幅も顧客の条件に応じて自由に選択する事が出来る。

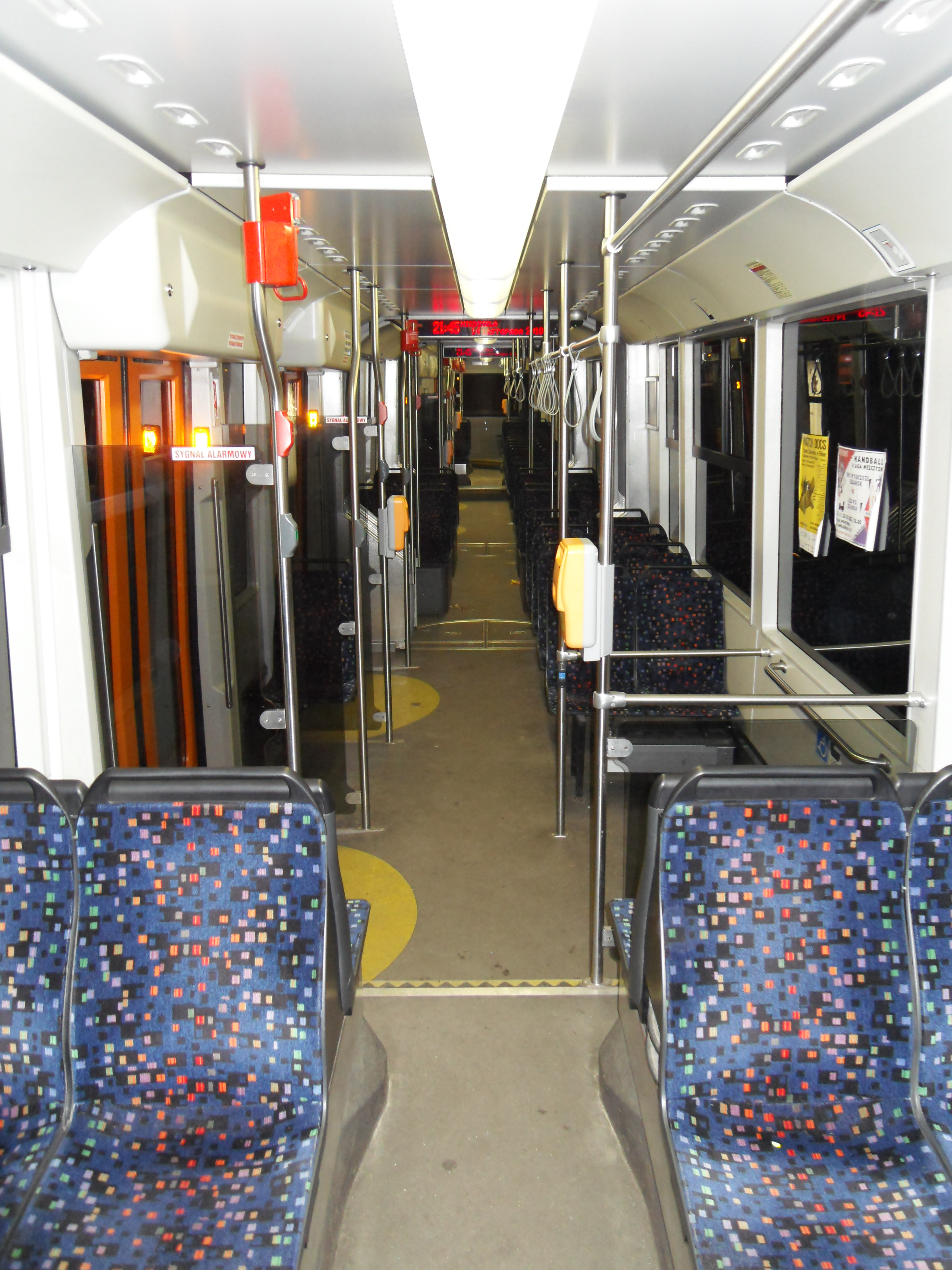
車内（グダニスク）
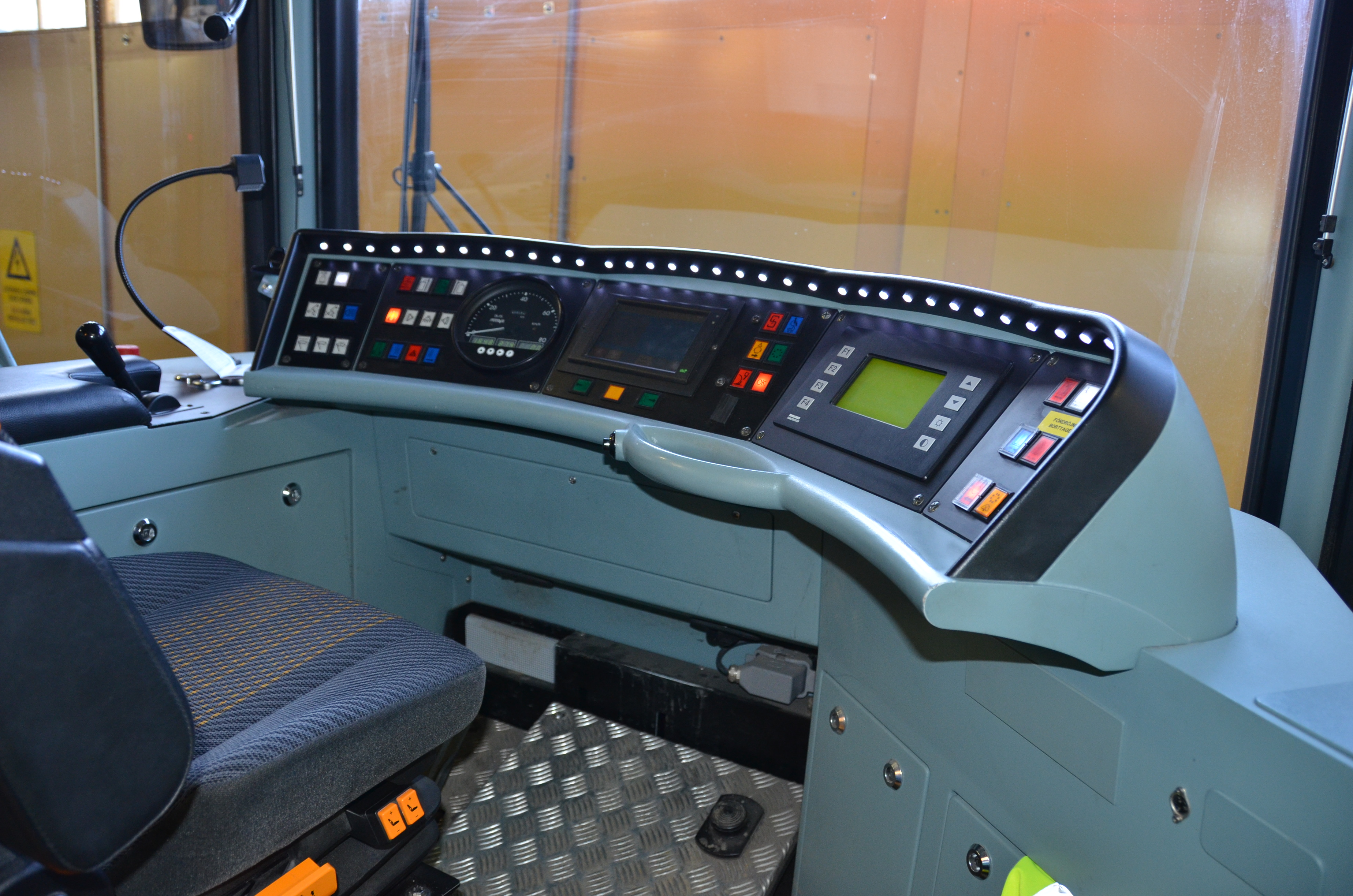
運転台（ストックホルム）

## 運用・導入都市
前述の通り、フレキシティ・クラシック（→シタディス・クラシック）はドイツの路面電車向けに開発された車種だが、ポーランドのクラクフ（クラクフ市電）、スウェーデンのストックホルム（トラム7号線）やヨーテボリ（ヨーテボリ市電）、オーストラリアのアデレード（グレネルグ・トラム）などドイツ国外で路面電車を運営する事業者からの発注も多数行われている。
フレキシティ・クラシック（→シタディス・クラシック）が導入された、もしくは導入される予定の路面電車は以下の通り。形式名は各都市によって異なるが、そのうち「NGT」は「低床連接式路面電車（Niederflurgelenktriebwagen）」の略称で、その後に続く番号（「6」「8」など）は車軸数を意味する。
| フレキシティ・クラシック（→シタディス・クラシック） 導入都市一覧 | フレキシティ・クラシック（→シタディス・クラシック） 導入都市一覧 | フレキシティ・クラシック（→シタディス・クラシック） 導入都市一覧 | フレキシティ・クラシック（→シタディス・クラシック） 導入都市一覧 | フレキシティ・クラシック（→シタディス・クラシック） 導入都市一覧 | フレキシティ・クラシック（→シタディス・クラシック） 導入都市一覧 | フレキシティ・クラシック（→シタディス・クラシック） 導入都市一覧             |
| 国                                                               | 都市                                                             | 形式                                                             | 編成                                                             | 運転台                                                           | 両数                                                             | 備考・参考                                                                   |
| ---------------------------------------------------------------- | ---------------------------------------------------------------- | ---------------------------------------------------------------- | ---------------------------------------------------------------- | ---------------------------------------------------------------- | ---------------------------------------------------------------- | ---------------------------------------------------------------------------- |
| ドイツ                                                           | ブレーメン (ブレーメン市電)                                      | GT8N-1                                                           | 3車体連接車                                                      | 片運転台                                                         | 34両                                                             | 詳細は「ブレーメン市電GT8N-1形電車」を参照                                   |
| ドイツ                                                           | デッサウ (デッサウ市電)                                          | NGT6                                                             | 2車体連接車                                                      | 片運転台                                                         | 10両                                                             | [ 7 ] [ 8 ]                                                                  |
| ドイツ                                                           | ドルトムント (ドルトムント・シュタットバーン)                    | NGT8                                                             | 3車体連接車                                                      | 両運転台                                                         | 47両                                                             | [ 9 ] [ 10 ]                                                                 |
| ドイツ                                                           | ドレスデン (ドレスデン市電)                                      | NGT D12DD                                                        | 5車体連接車                                                      | 片運転台                                                         | 43両                                                             | 詳細は「ドレスデン市電NGT D12DD形電車」を参照                                |
| ドイツ                                                           | ドレスデン (ドレスデン市電)                                      | NGT D8DD                                                         | 3車体連接車                                                      | 片運転台                                                         | 40両                                                             | 詳細は「ドレスデン市電NGT D8DD形電車」を参照                                 |
| ドイツ                                                           | ドレスデン (ドレスデン市電)                                      | NGT DX DD                                                        | 5車体連接車                                                      | 片運転台                                                         | 24両(予定)                                                       | 詳細は「ドレスデン市電NGT DX DD形電車」を参照                                |
| ドイツ                                                           | ドレスデン (ドレスデン市電)                                      | NGT DX DD                                                        | 5車体連接車                                                      | 両運転台                                                         | 9両(予定)                                                        | 詳細は「ドレスデン市電NGT DX DD形電車」を参照                                |
| ドイツ                                                           | デュースブルク                                                   | GT8ND-NF4                                                        | 3車体連接車                                                      | 両運転台                                                         | 47両(予定)                                                       | 2021年に運転開始、2023年までに導入完了予定                                   |
| ドイツ                                                           | エッセン                                                         | M8D-NF                                                           | 3車体連接車                                                      | 両運転台                                                         | 34両                                                             | 詳細は「フレキシティ・クラシック (ルールバーン)」を参照                      |
| ドイツ                                                           | エッセン                                                         | M8D-NF2                                                          | 3車体連接車                                                      | 両運転台                                                         | 27両                                                             | 詳細は「フレキシティ・クラシック (ルールバーン)」を参照                      |
| ドイツ                                                           | エッセン                                                         | M8D-NF4                                                          | 3車体連接車                                                      | 両運転台                                                         | 32両(予定)                                                       | 詳細は「フレキシティ・クラシック (ルールバーン)」を参照                      |
| ドイツ                                                           | フランクフルト (フランクフルト市電)                              | S形                                                              | 3車体連接車                                                      | 両運転台                                                         | 74両                                                             | 詳細は「フランクフルト市電S形電車」を参照                                    |
| ドイツ                                                           | ハレ (ハレ市電)                                                  | MGTK                                                             | 2車体連接車                                                      | 片運転台                                                         | 30両                                                             | [ 7 ] [ 20 ] [ 21 ]                                                          |
| ドイツ                                                           | ハレ (ハレ市電)                                                  | MGTK-2                                                           | 2車体連接車                                                      | 片運転台                                                         | 12両                                                             | [ 21 ]                                                                       |
| ドイツ                                                           | カッセル (カッセル市電)                                          | 8ENGTW                                                           | 3車体連接車                                                      | 片運転台                                                         | 22両                                                             | 詳細は「カッセル市電8NGTW形電車」を参照                                      |
| ドイツ                                                           | カッセル (カッセル市電)                                          | 8ZNGTW                                                           | 3車体連接車                                                      | 両運転台                                                         | 10両                                                             | 詳細は「カッセル市電8NGTW形電車」を参照                                      |
| ドイツ                                                           | カッセル (カッセル市電)                                          | NGT8                                                             | 3車体連接車                                                      | 両運転台                                                         | 22両                                                             | 詳細は「カッセル市電NGT8形電車」を参照                                       |
| ドイツ                                                           | ライプツィヒ (ライプツィヒ市電)                                  | NGT12-LEI                                                        | 5車体連接車                                                      | 片運転台                                                         | 33両                                                             | 詳細は「ライプツィヒ市電NGT12-LEI形電車」を参照                              |
| ドイツ                                                           | ミュールハイム (ミュールハイム市電)                              | M8D-NF2 M8D-NF3                                                  | 3車体連接車                                                      | 両運転台                                                         | 15両                                                             | 詳細は「フレキシティ・クラシック (ルールバーン)」を参照                      |
| ドイツ                                                           | プラウエン (プラウエン市電)                                      | 6NGT                                                             | 2車体連接車                                                      | 片運転台                                                         | 9両                                                              | [ 30 ] [ 31 ]                                                                |
| ドイツ                                                           | シュヴェリーン (シュヴェリーン市電)                              | SN2001形                                                         | 3車体連接車                                                      | 片運転台                                                         | 30両                                                             | 詳細は「シュヴェリーン市電SN2001形電車」を参照                               |
| ドイツ                                                           | マクデブルク (マクデブルク市電)                                  | NGT10D                                                           | 4車体連接車                                                      | 片運転台                                                         | 35両(予定)                                                       | 「フレキシティ・マクデブルク(Flexity Magdeburg)」 2025年以降営業運転開始予定 |
| オーストラリア                                                   | アデレード (グレネルグ・トラム)                                  | 100形                                                            | 3車体連接車                                                      | 両運転台                                                         | 15両                                                             | [ 38 ] [ 39 ]                                                                |
| ポーランド                                                       | グダニスク (グダニスク市電)                                      | NGT6-2                                                           | 3車体連接車                                                      | 片運転台                                                         | 3両                                                              | [ 2 ]                                                                        |
| ポーランド                                                       | クラクフ (クラクフ市電)                                          | NGT6                                                             | 3車体連接車                                                      | 片運転台                                                         | 14両                                                             | 詳細は「クラクフ市電NGT6形電車」を参照                                       |
| ポーランド                                                       | クラクフ (クラクフ市電)                                          | NGT6-2                                                           | 3車体連接車                                                      | 片運転台                                                         | 36両                                                             | 詳細は「クラクフ市電NGT6形電車」を参照                                       |
| ポーランド                                                       | クラクフ (クラクフ市電)                                          | NGT8                                                             | 3車体連接車                                                      | 片運転台                                                         | 24両                                                             | 詳細は「クラクフ市電NGT8形電車」を参照                                       |
| スウェーデン                                                     | ヨーテボリ                                                       | M33                                                              | 3車体連接車                                                      | 片運転台                                                         | 30両                                                             | [ 42 ] [ 43 ]                                                                |
| スウェーデン                                                     | ヨーテボリ                                                       | M33                                                              | 3車体連接車                                                      | 両運転台                                                         | 10両                                                             | [ 42 ] [ 43 ]                                                                |
| スウェーデン                                                     | ヨーテボリ                                                       | M34                                                              | 5車体連接車                                                      | 片運転台                                                         | 60両(予定)                                                       | [ 43 ] [ 44 ] [ 45 ]                                                         |
| スウェーデン                                                     | ノーショーピング                                                 | M06                                                              | 3車体連接車                                                      | 片運転台                                                         | 16両                                                             | 3両は2011年以降ストックホルムへリース中                                      |
| スウェーデン                                                     | ストックホルム                                                   | A34                                                              | 3車体連接車                                                      | 片運転台                                                         | 6両                                                              | [ 47 ] [ 49 ]                                                                |

## ギャラリー

### ドイツ

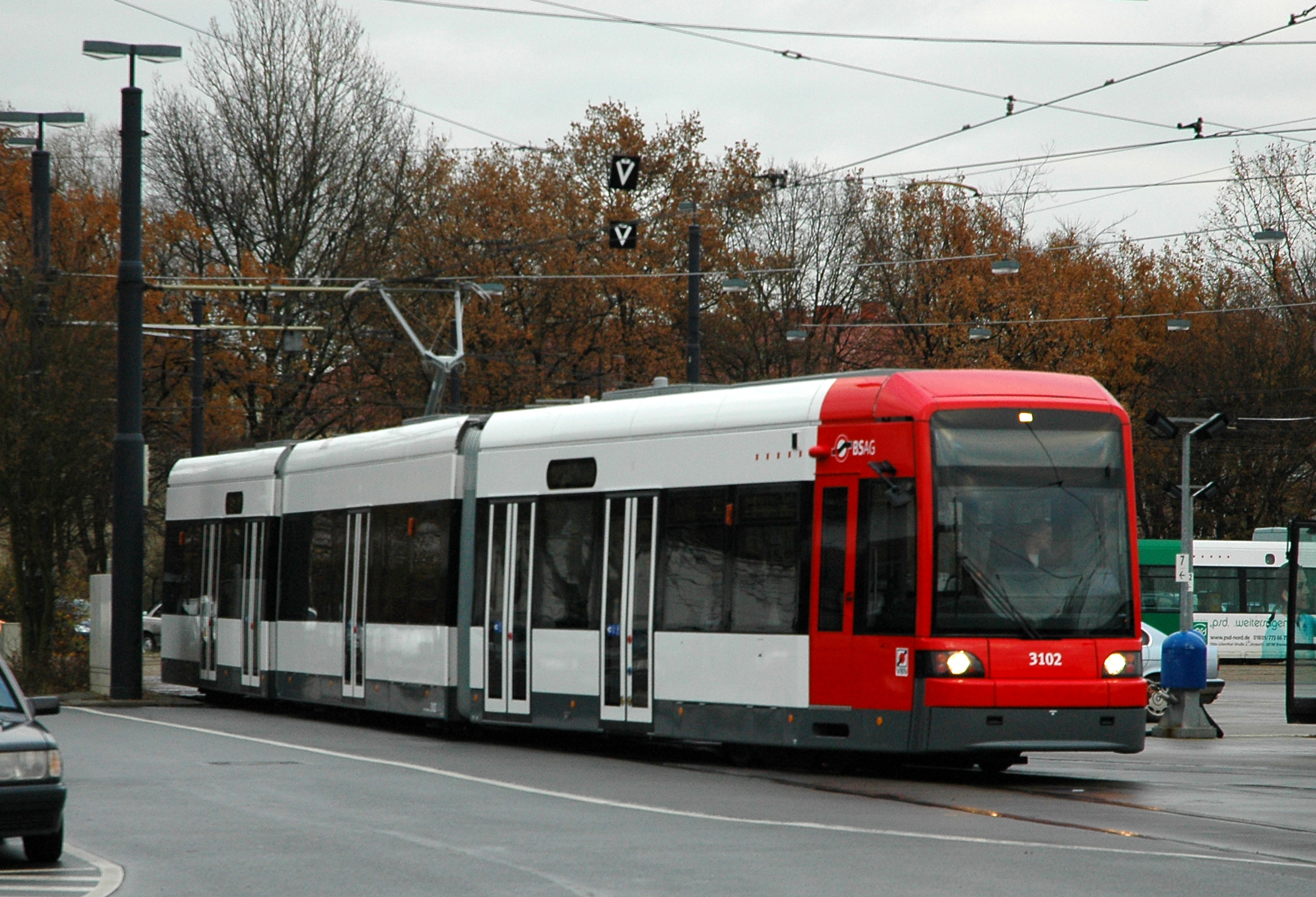
ブレーメン （ブレーメン市電：GT8N-1）
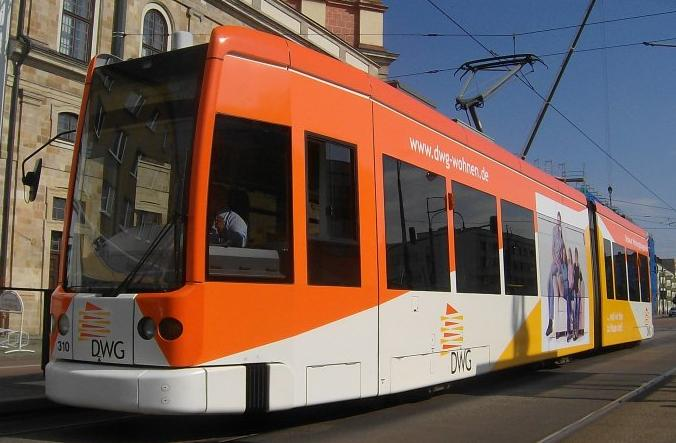
デッサウ （デッサウ市電：NGT6）
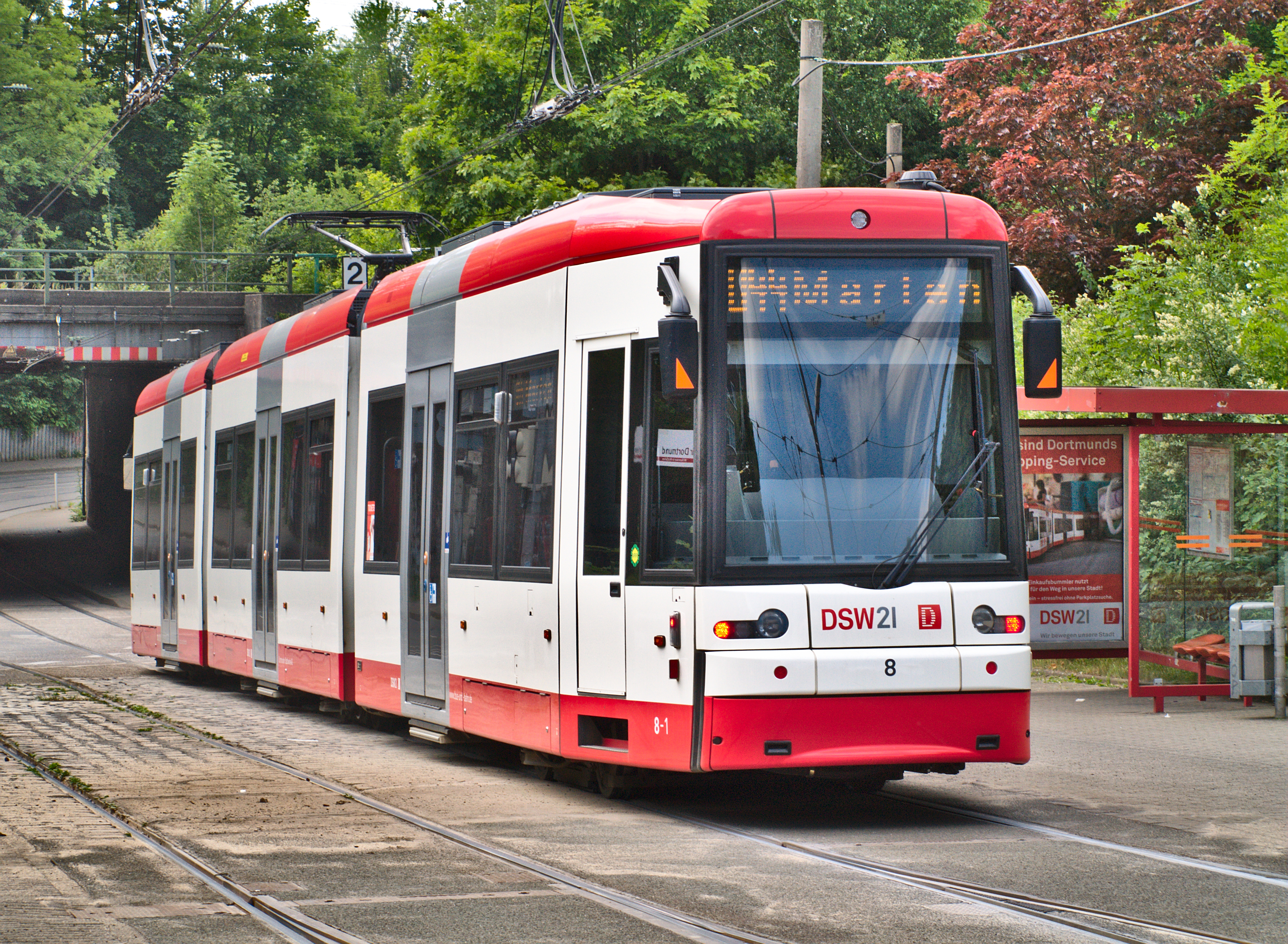
ドルトムント （ドルトムント・シュタットバーン：NGT8）
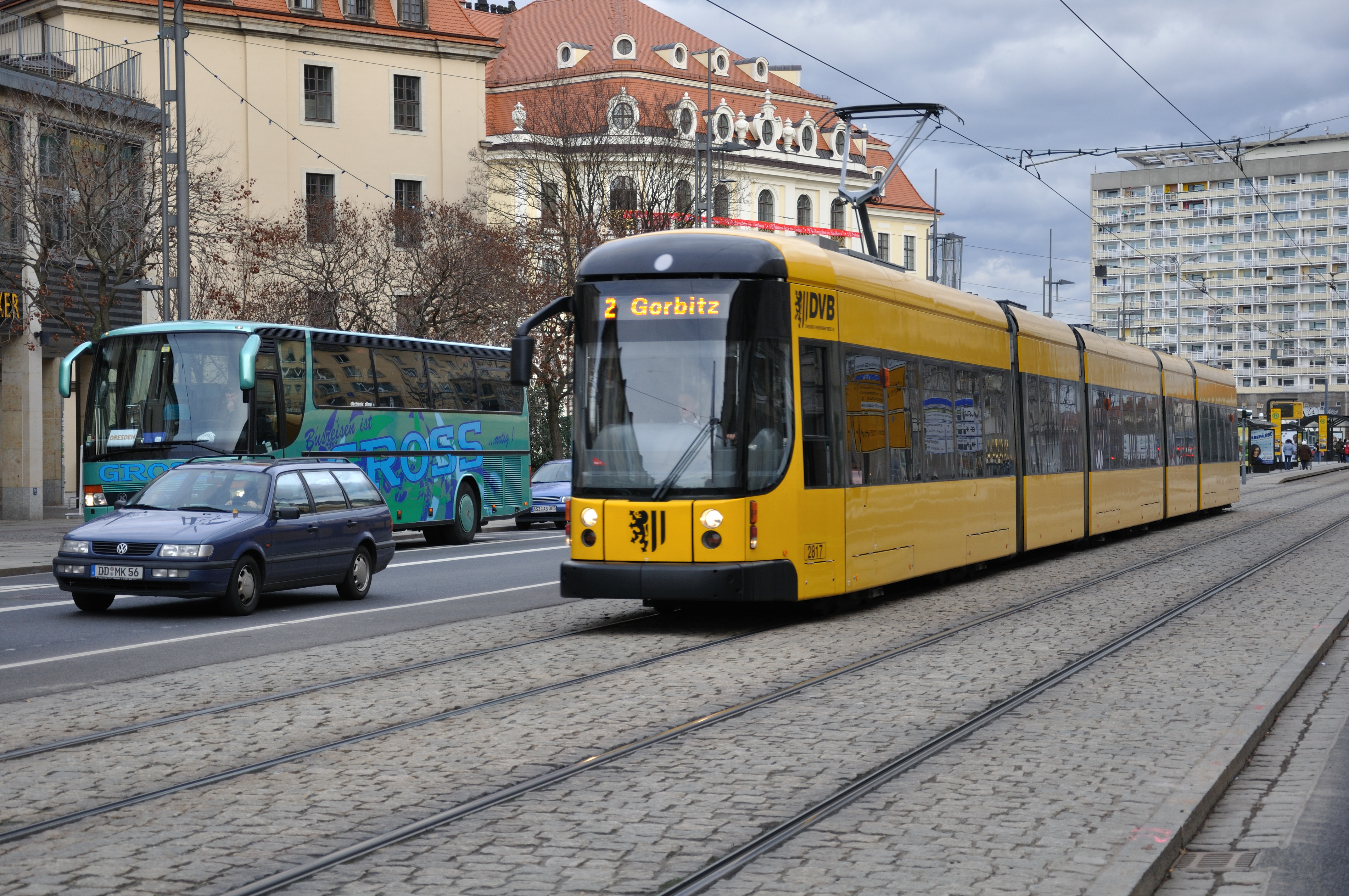
ドレスデン （ドレスデン市電：NGT D12DD）
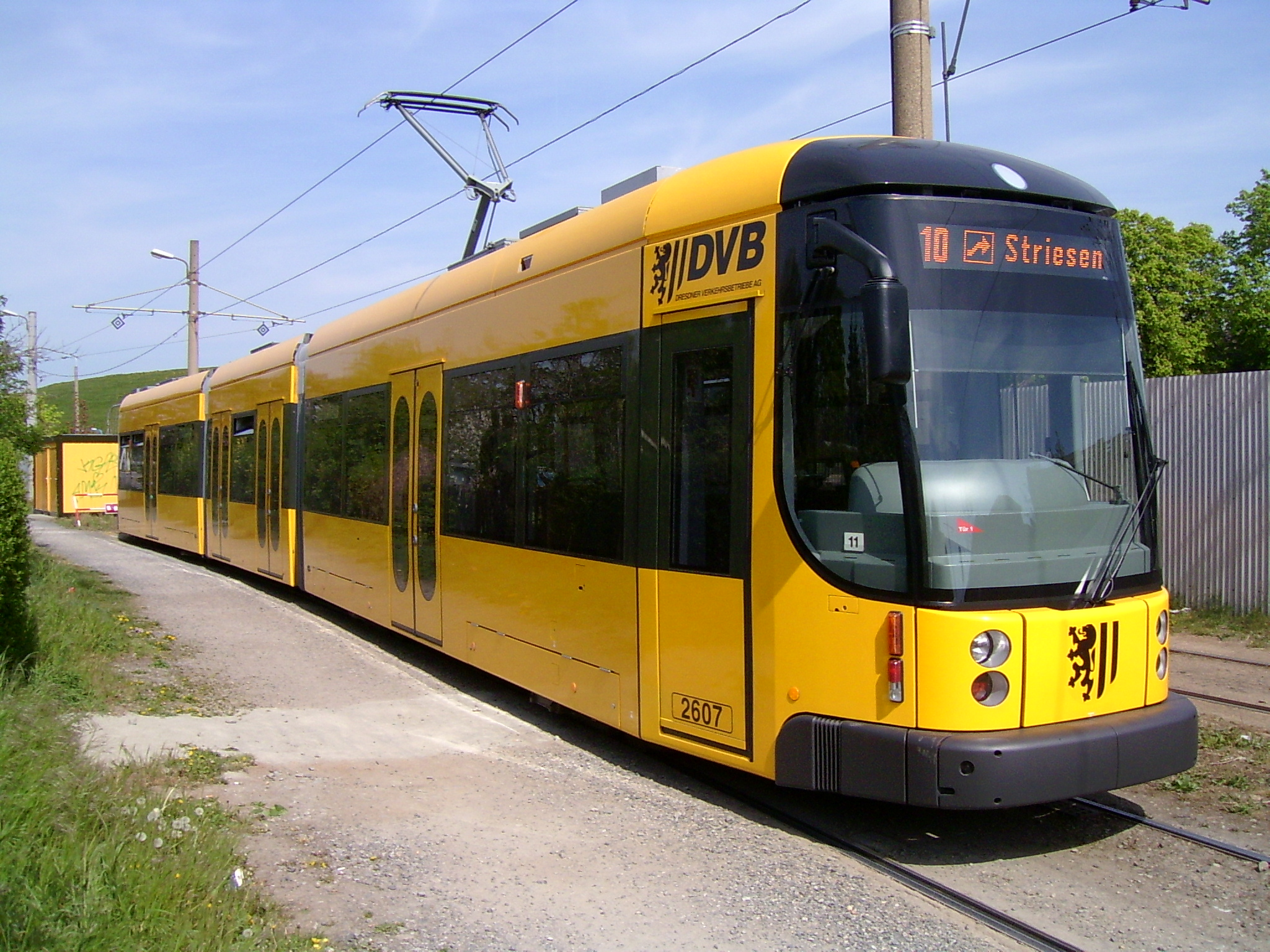
ドレスデン （ドレスデン市電：NGT D8DD）
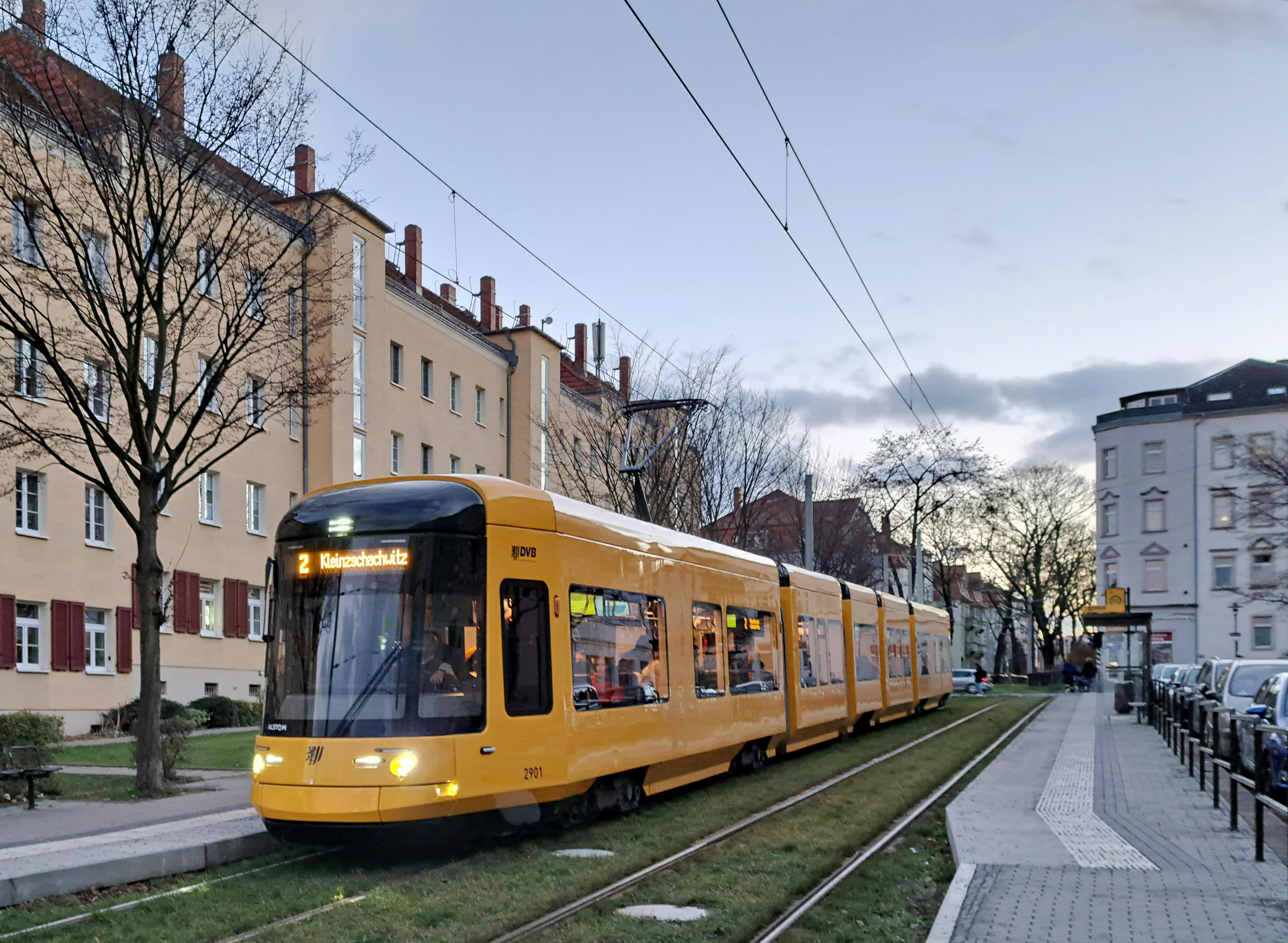
ドレスデン （ドレスデン市電：NGT DX DD）
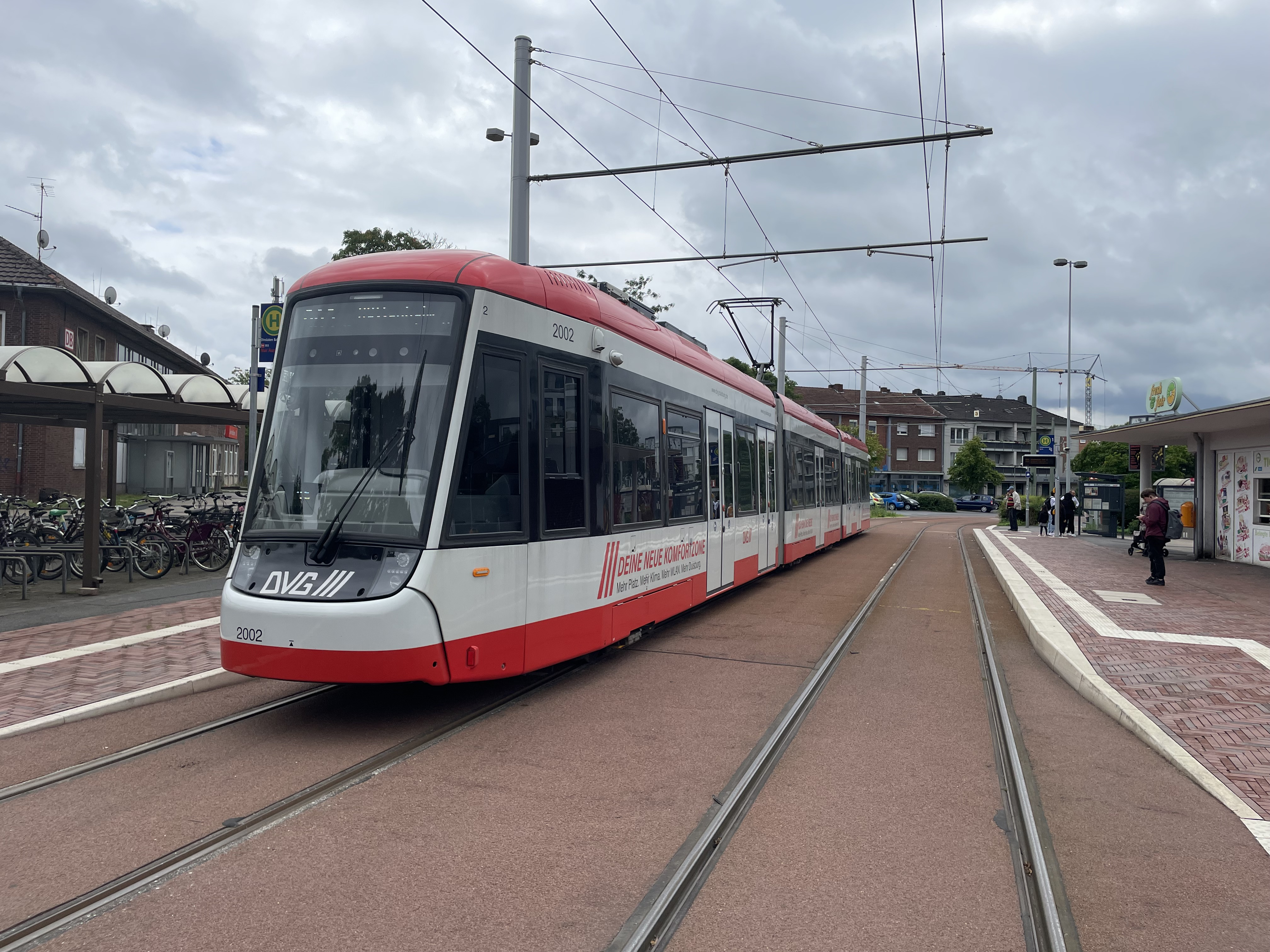
デュースブルク （GT8ND-NF4）
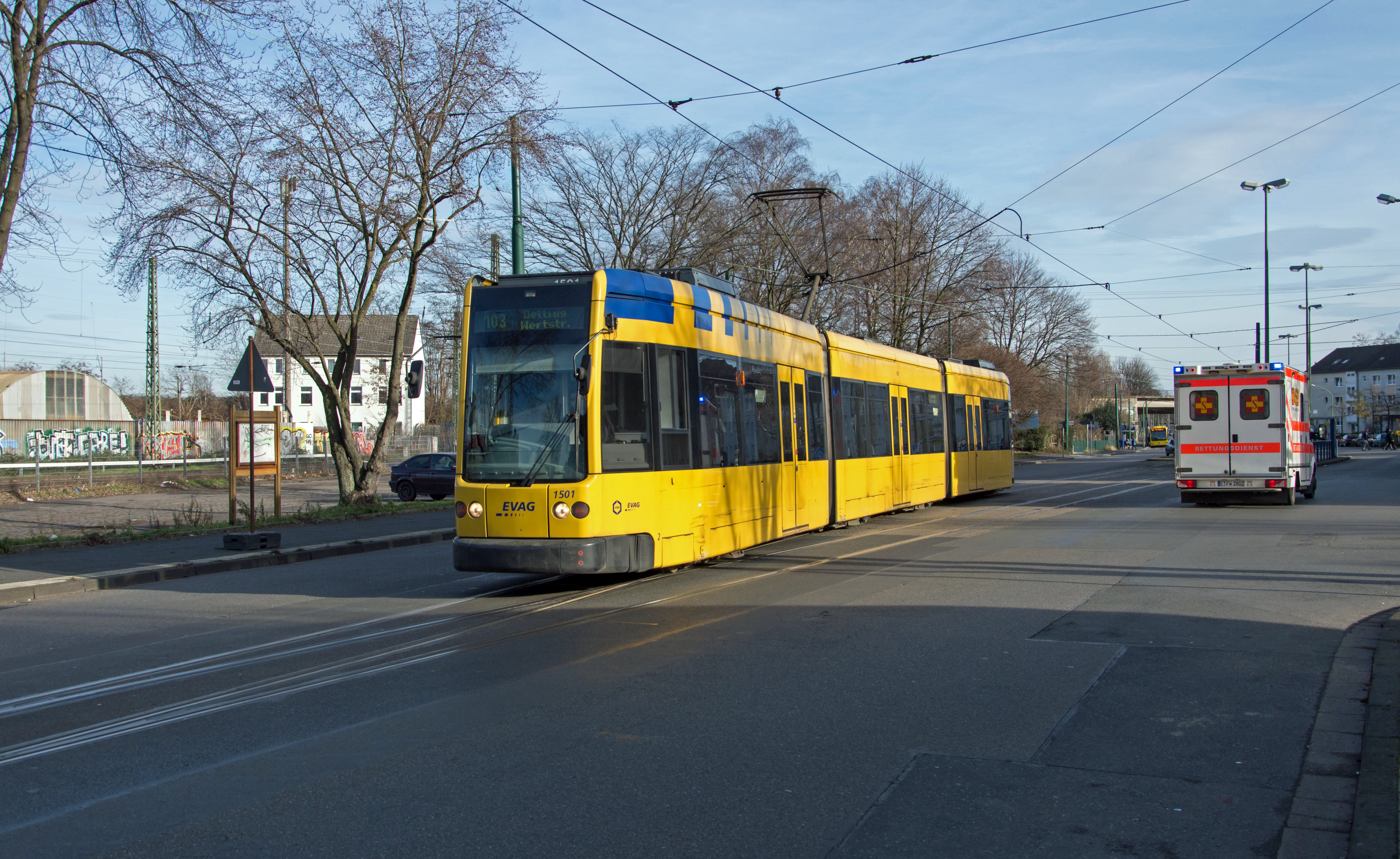
エッセン （M8D-NF）
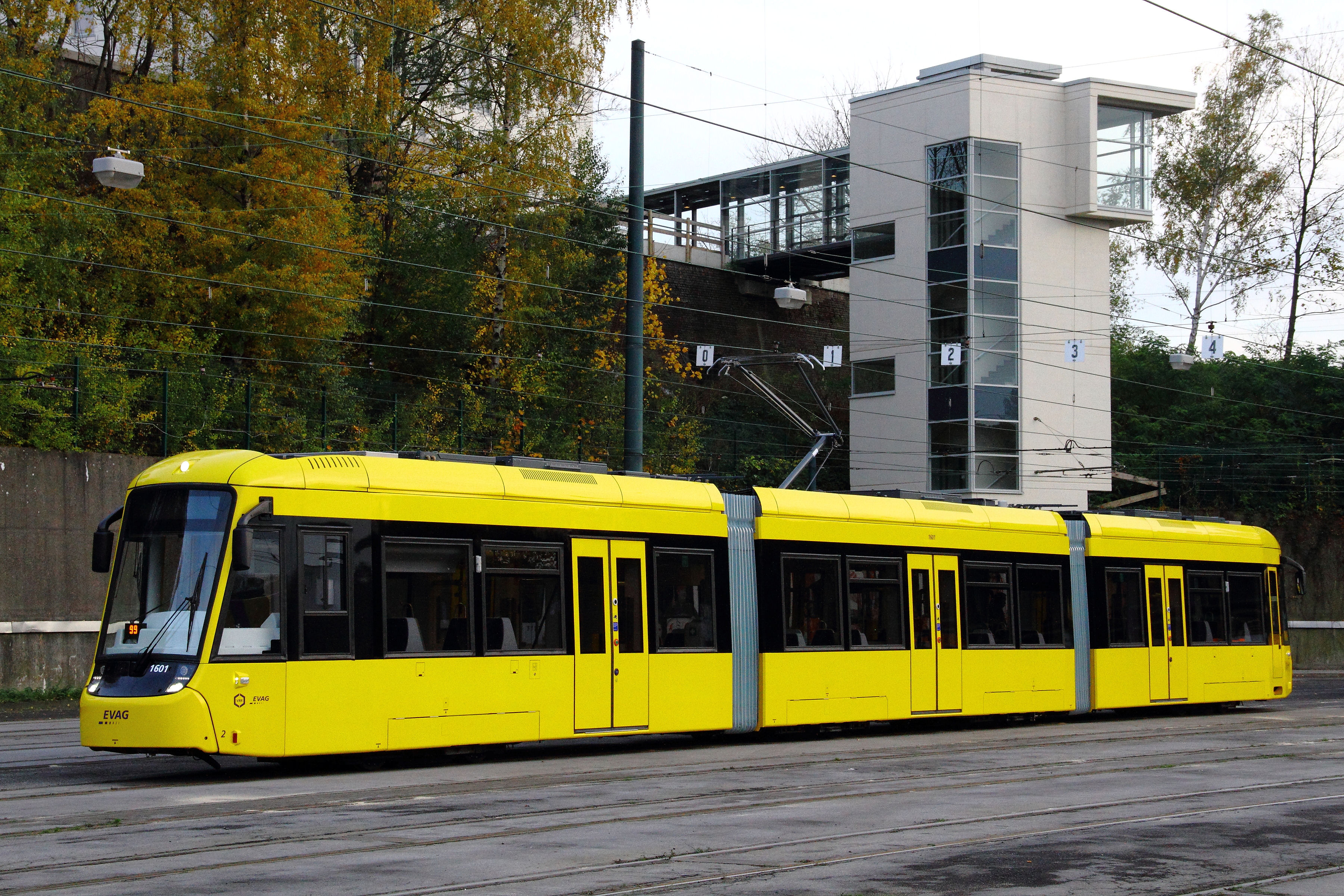
エッセン （M8D-NF2）
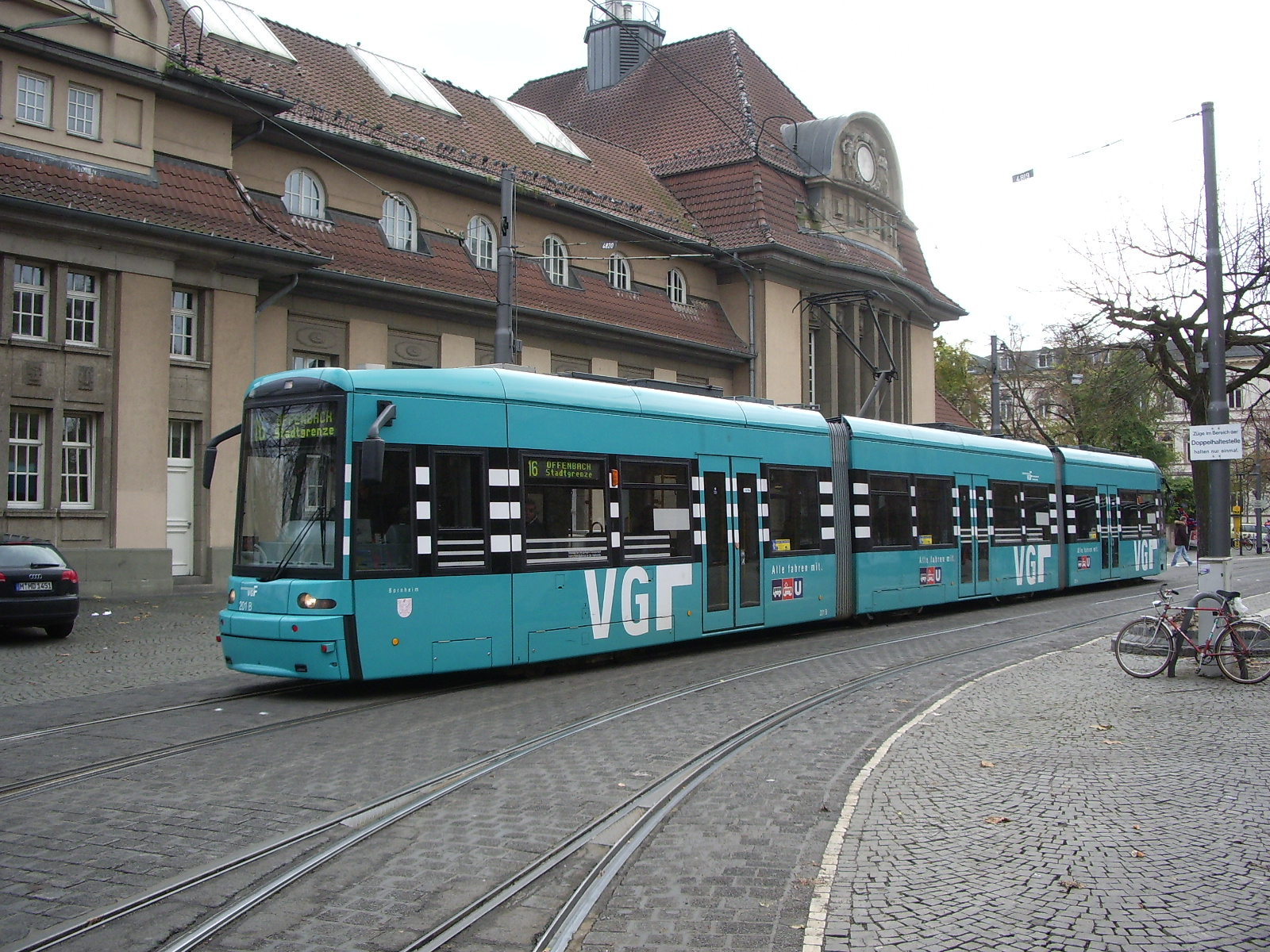
フランクフルト （S形）
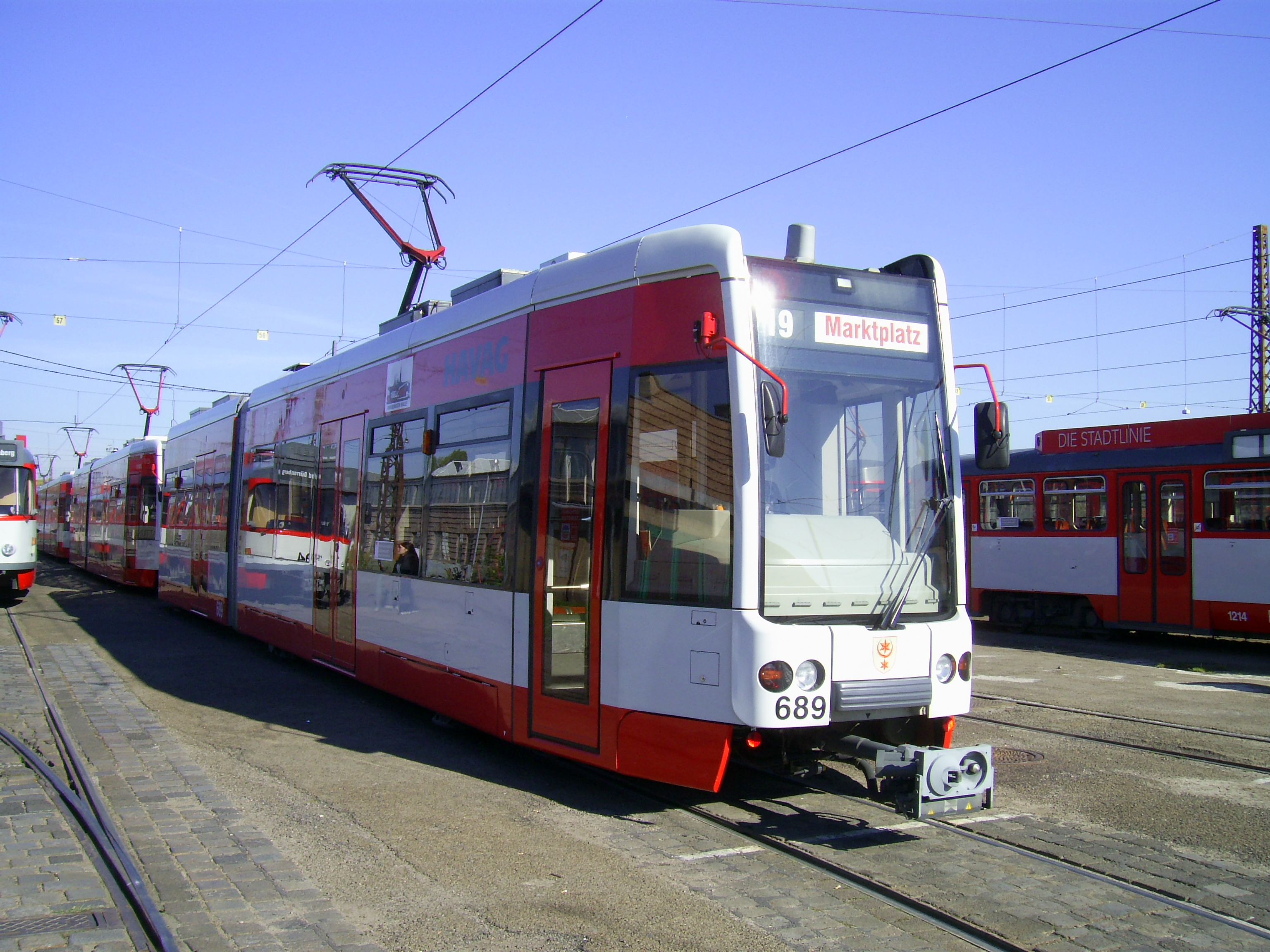
ハレ （ハレ市電：MGT-K）
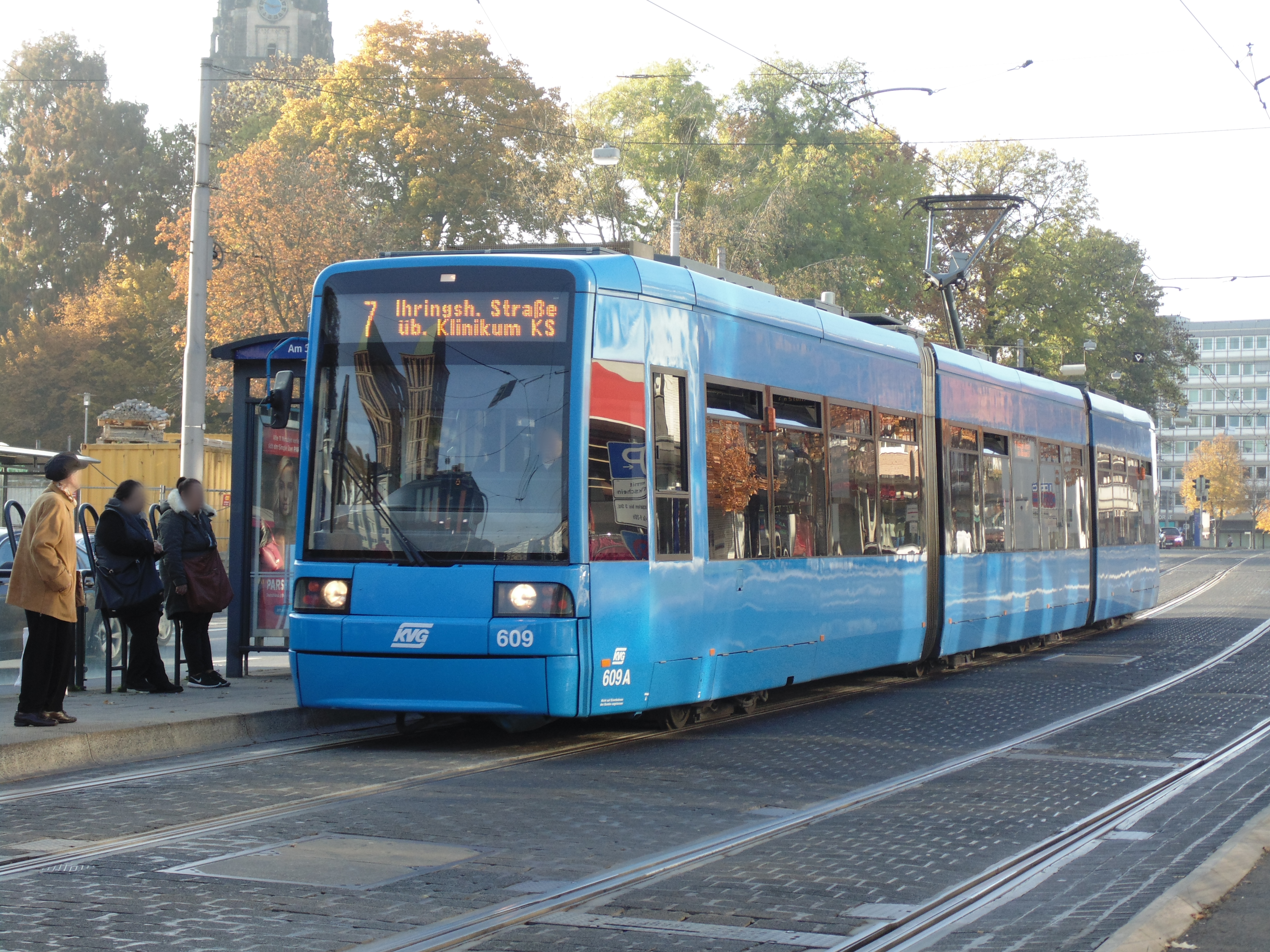
カッセル （カッセル市電：8NGTW）
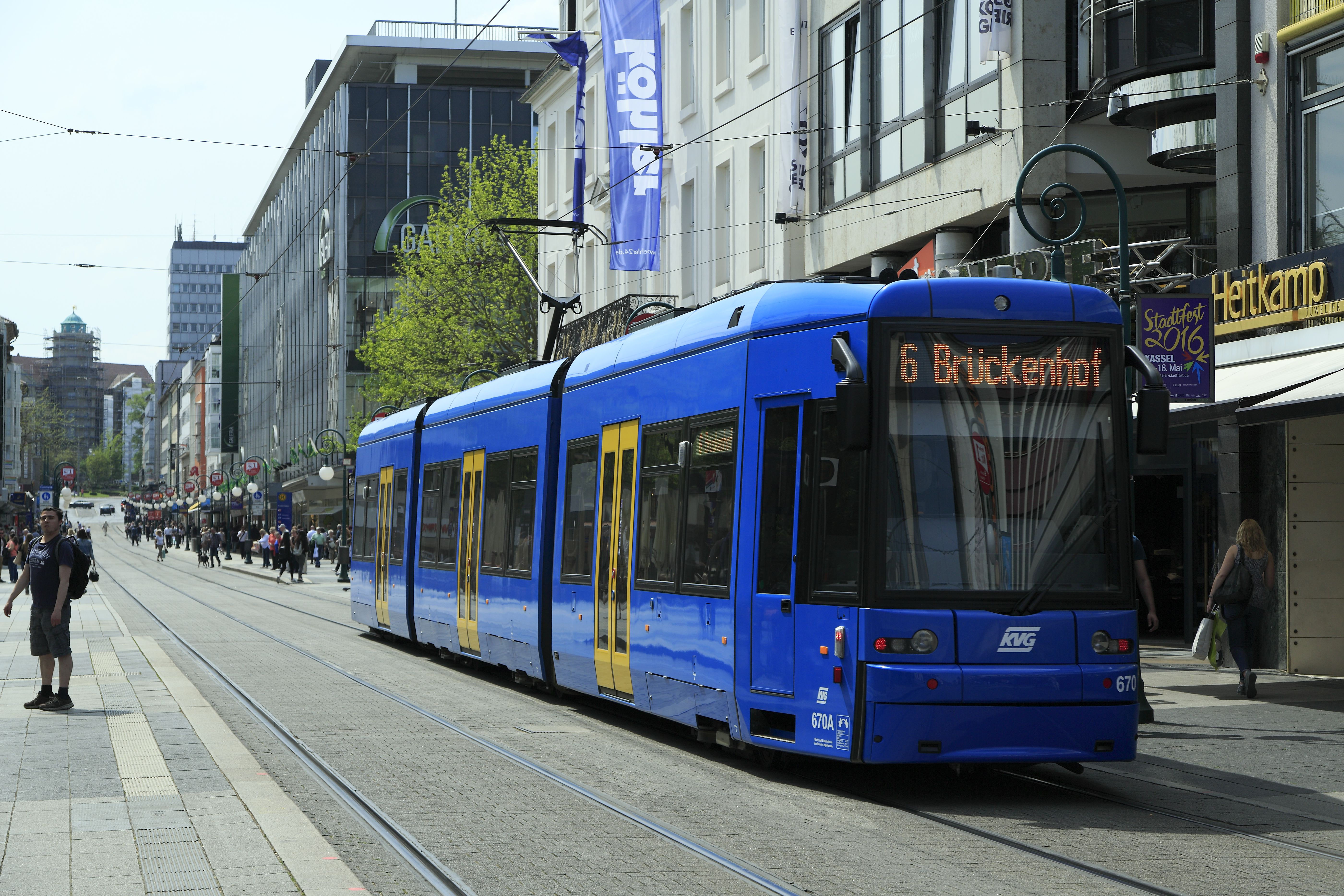
カッセル （カッセル市電：NGT8）
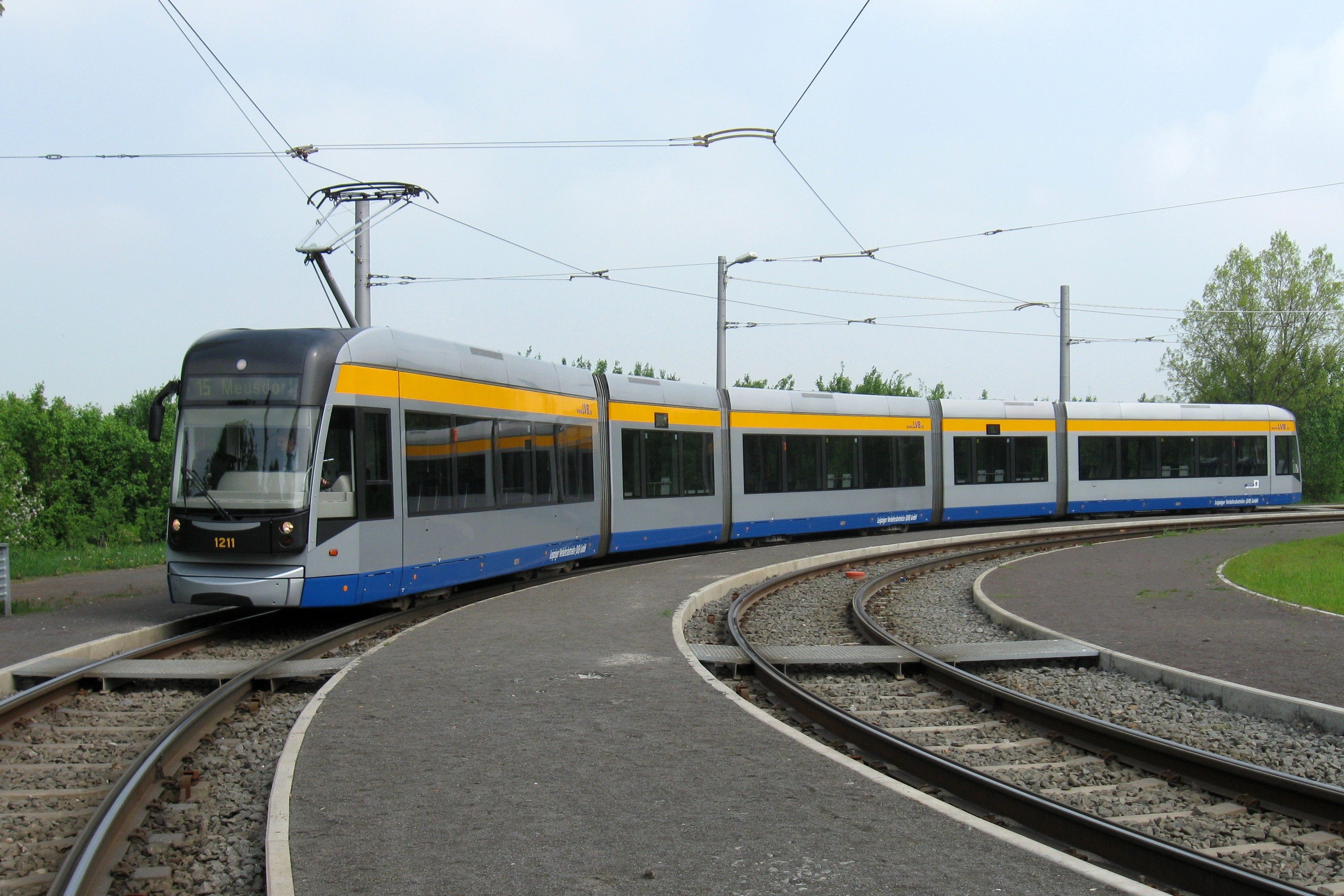
ライプツィヒ （ライプツィヒ市電：NGT12-LEI）
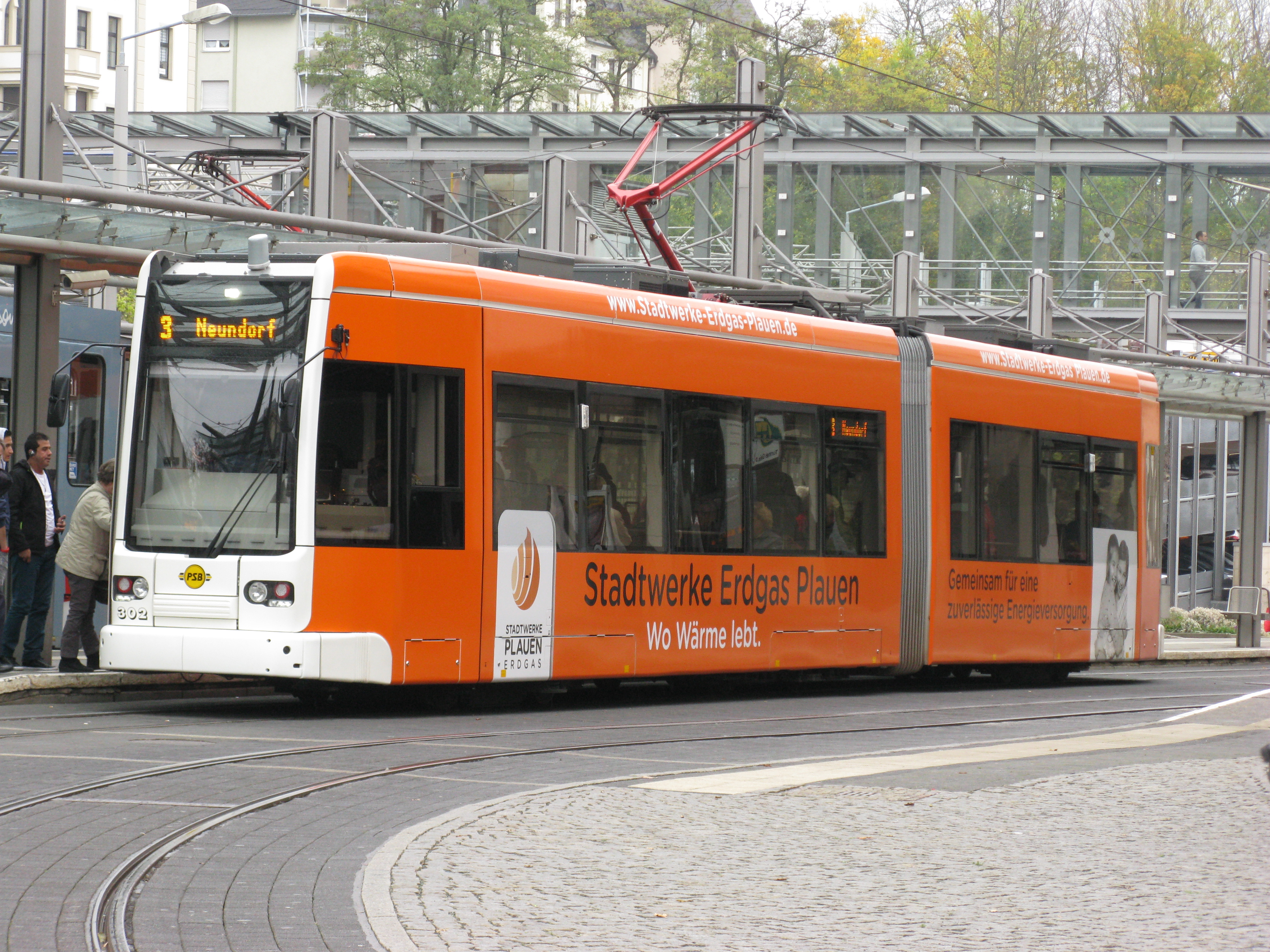
プラウエン （プラウエン市電：6NGTW）
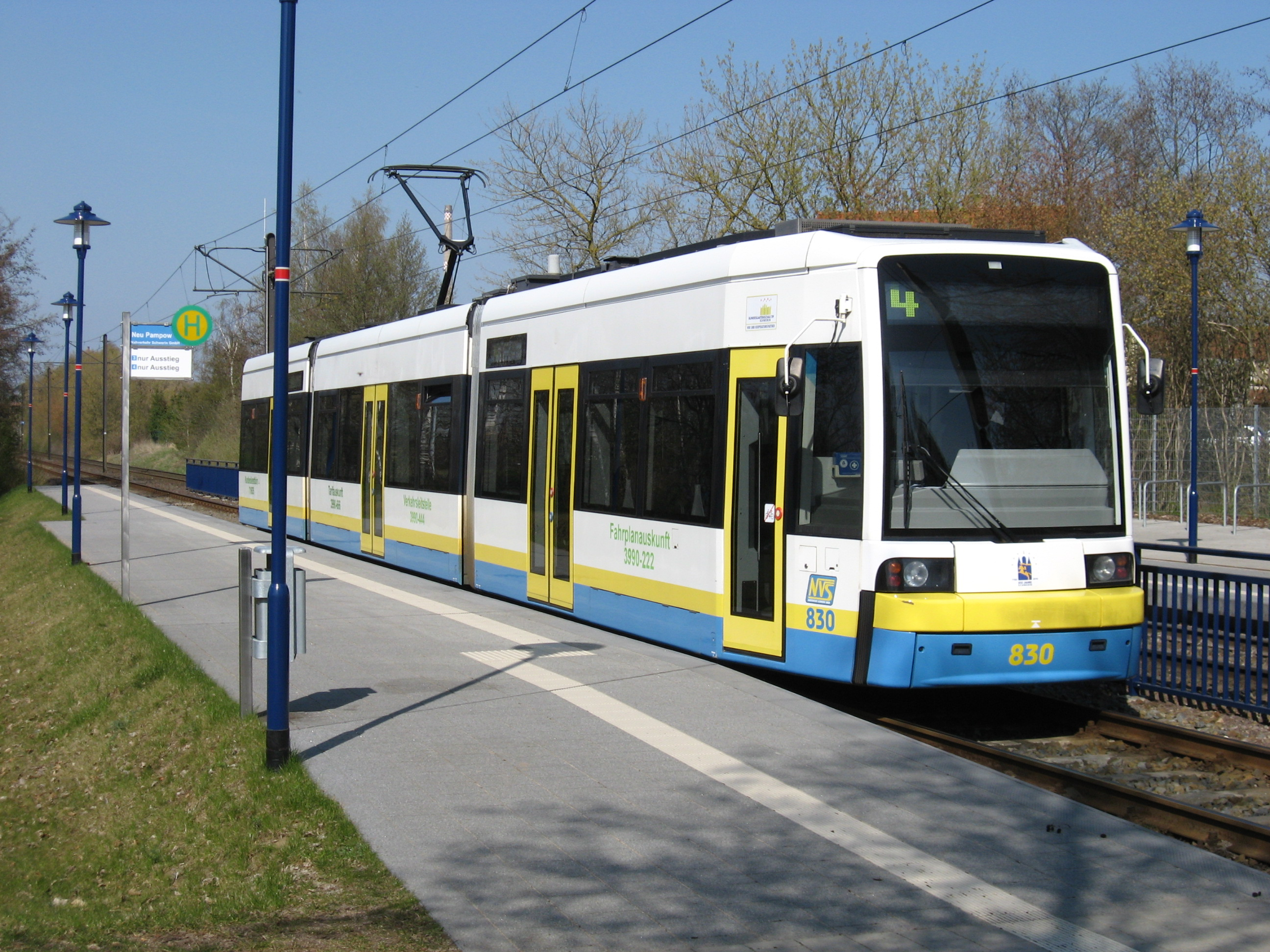
シュヴェリーン （シュヴェリーン市電：SN2001形）
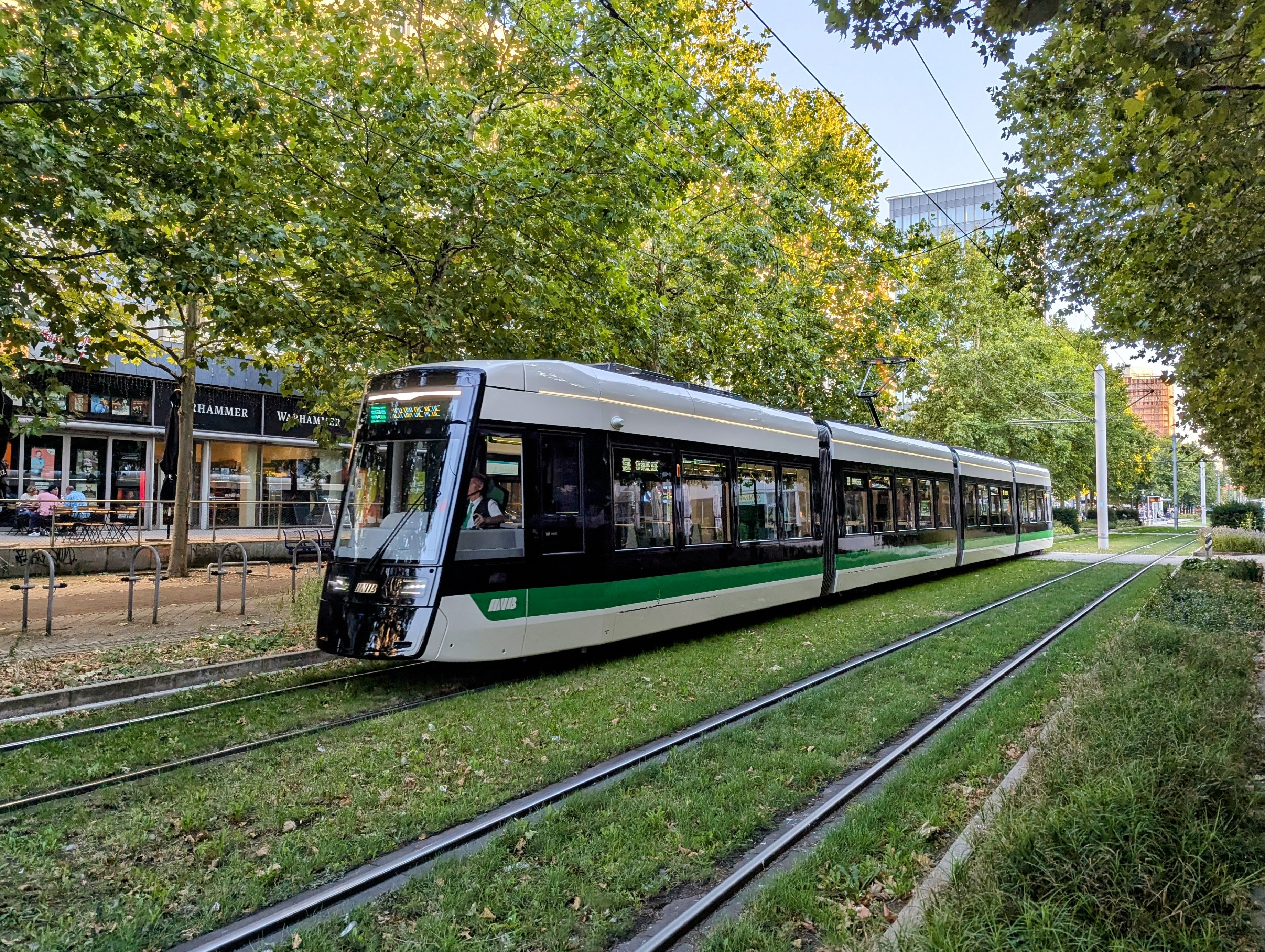
マクデブルク （マクデブルク市電：NGT10D）

### その他各国

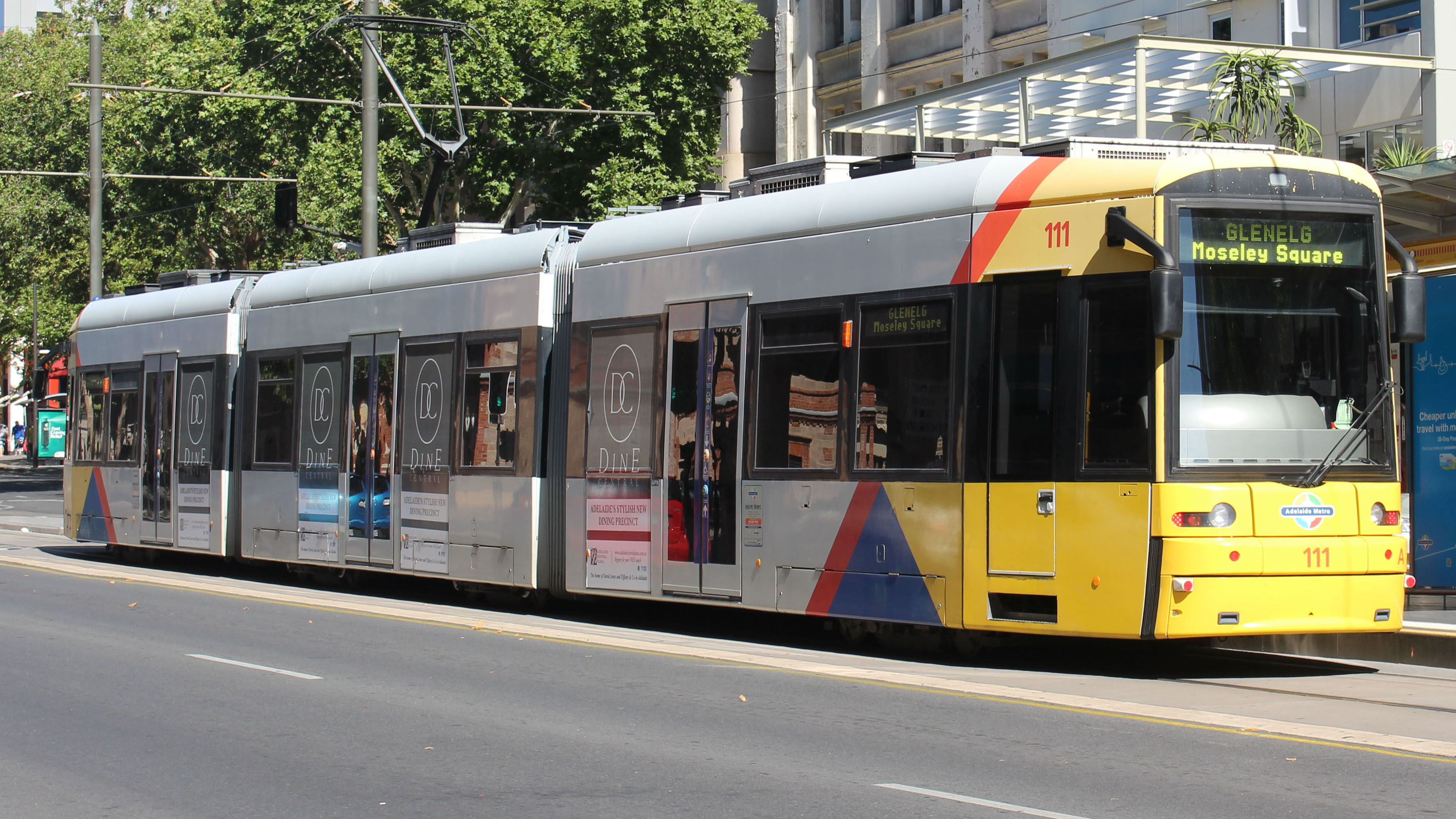
オーストラリア：アデレード （グレネルグ・トラム：100形）
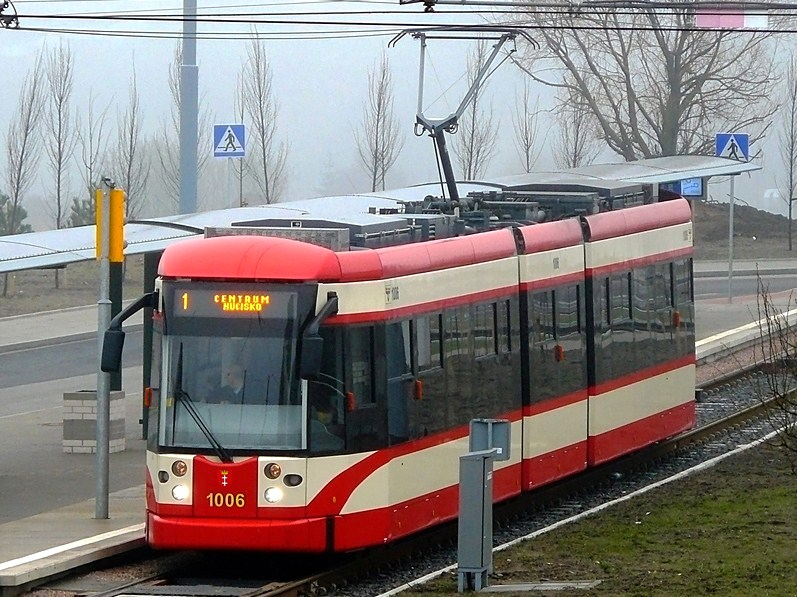
ポーランド：グダニスク （グダニスク市電：NGT6-2）
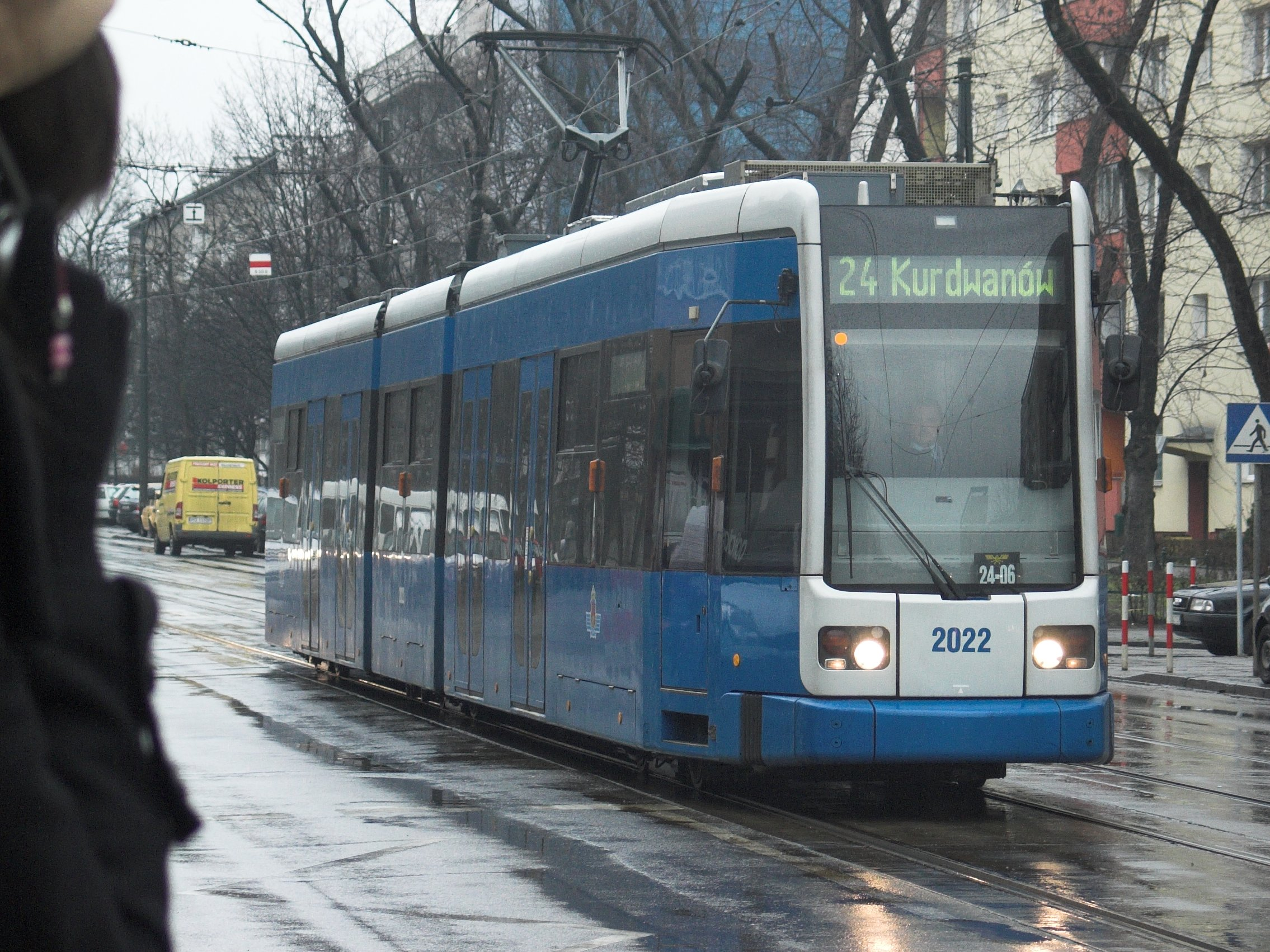
ポーランド：クラクフ （NGT6）
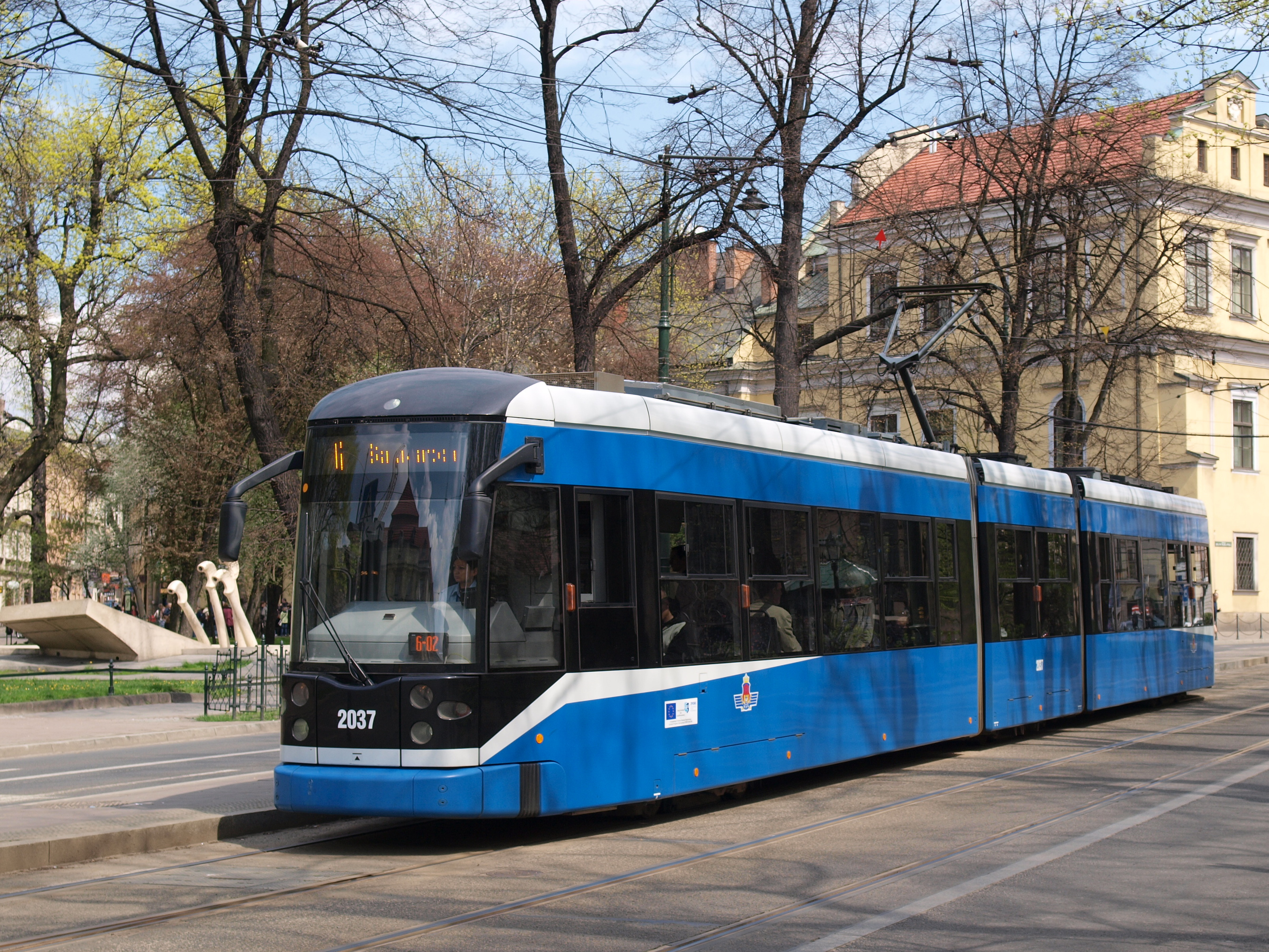
ポーランド：クラクフ （NGT6-2）
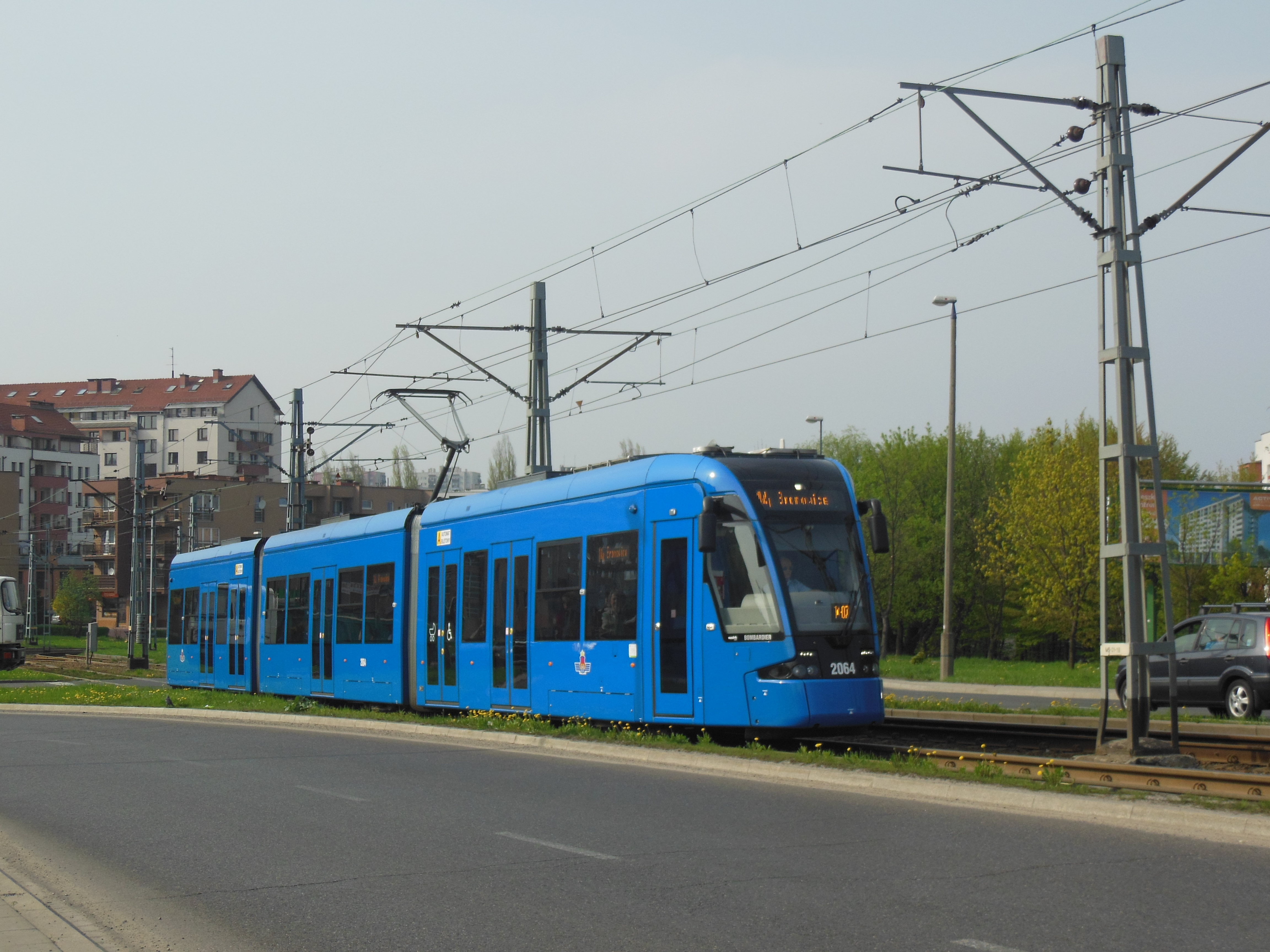
ポーランド：クラクフ （NGT8）
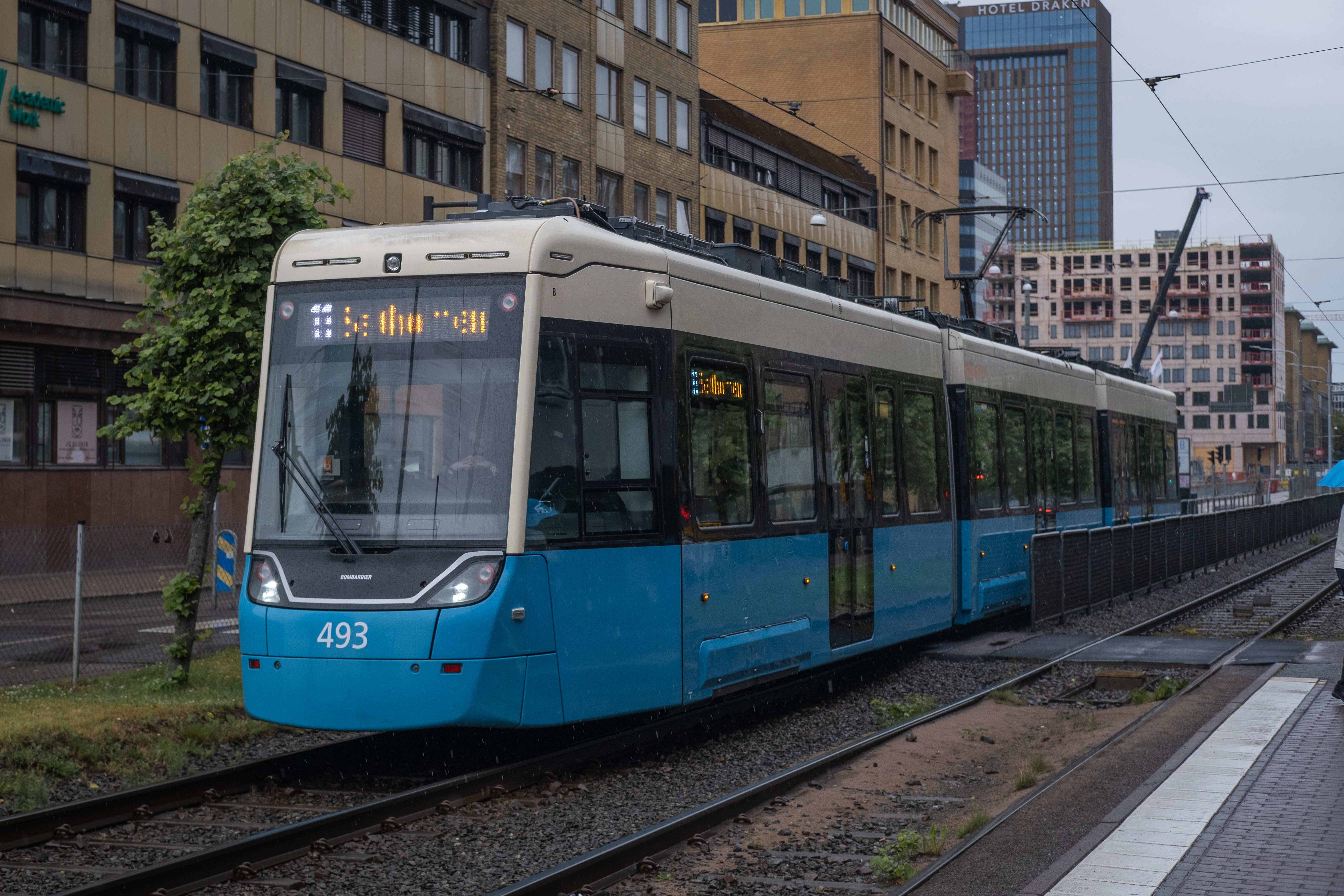
スウェーデン：ヨーテボリ （M33）
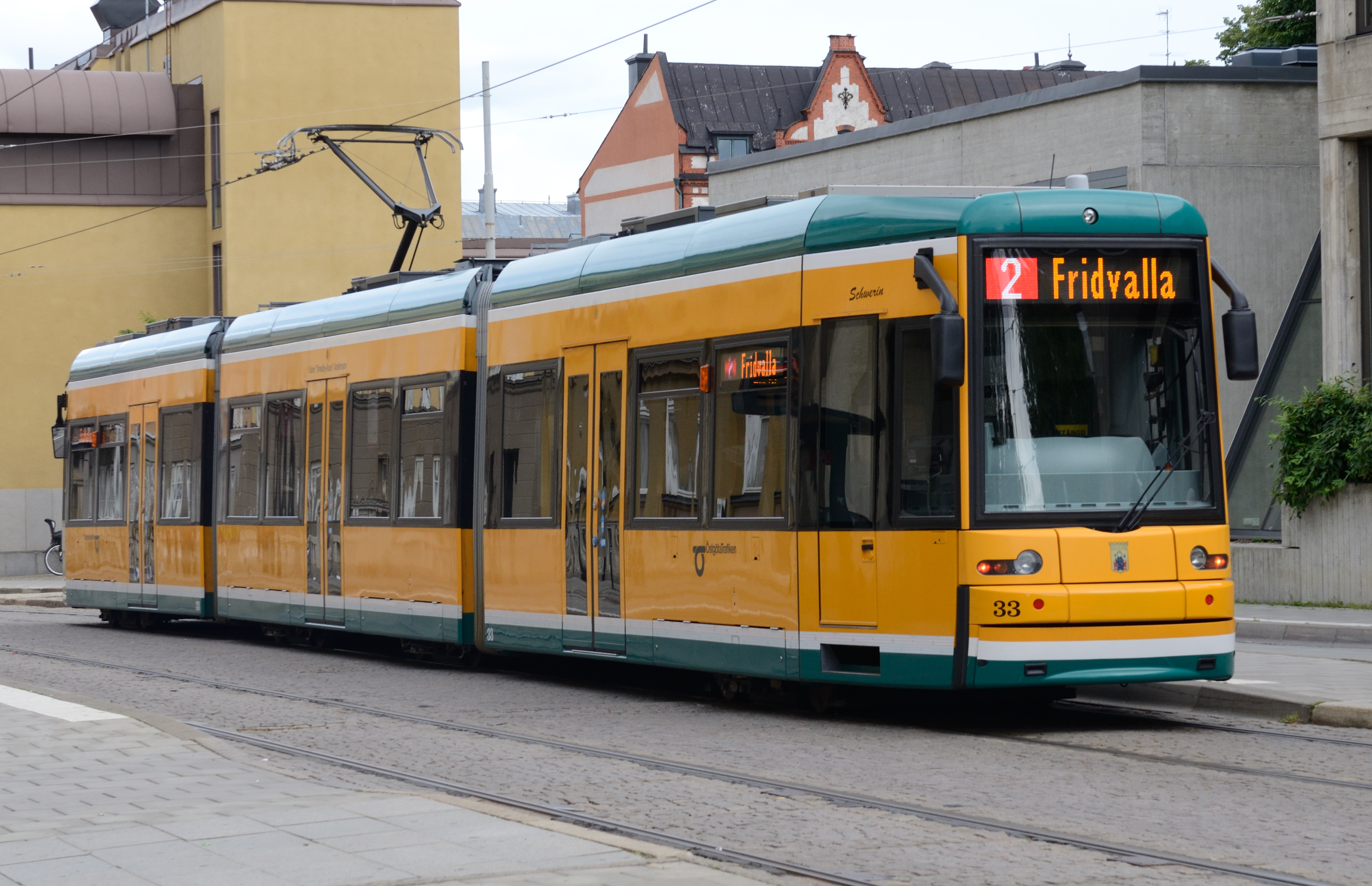
スウェーデン：ノーショーピング （M06）
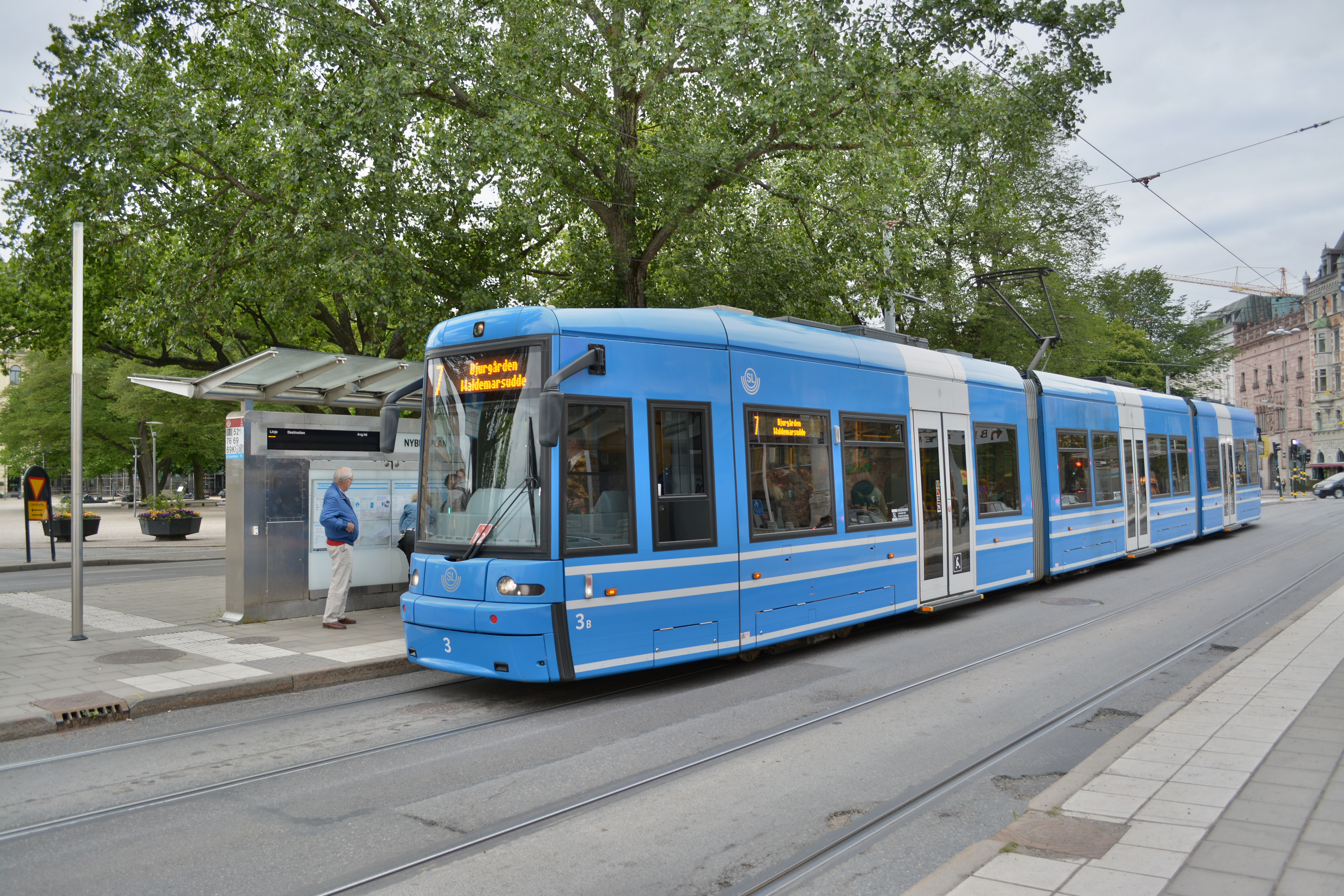
スウェーデン：ストックホルム （A34）

## 参考資料
- Trevor Griffin; Transit Cooperative Research Program (2006). Center Truck Performance on Low-floor Light Rail Vehicles. TCRP Report 114. Transportation Research Board. ISBN 9780309098632